# Pariana lanceolata
Pariana lanceolata är en gräsart som beskrevs av Carl Bernhard von Trinius. Pariana lanceolata ingår i släktet Pariana och familjen gräs. Inga underarter finns listade i Catalogue of Life.